# Јутрење
Јутрење (грч. όρθρος) је врста црквеног богослужења које се врши изјутра, а у прошлости је почињало пре свитања.
Први га у својим списима помиње Плиније, у свом писму цару Трајану између 111. и 114. године. Јутрење је почињало ноћу, јер су хришћани у старини очекивали да ће се Други Христов долазак догодити ноћу, тропар прва три дана Страсне седмице: "Гле, Женик долази у поноћ...", који се пева и на полуноћници.

## Историја
Ο јутарњем богослужењу у 3. веку говоре Тертулијан и Тестамент Господа Исуса Христа који говори ο архијерејском и презвитерском јутрењу. Апостолске установе ограничавају јутрење само на молитве. Међутим, јутрење је морало имати у свом саставу и псалме, а такође и друге песме које су се певале. Опширан опис јутрења даје и Симеон Солунски 1429; а такође и типици који су касније настали. Јутрење се служи као самостална аколутија, а такође и као саставни део, и то најважнији, свеноћног бденија по Јерусалимском типику. Јутрење се састоји од читавог низа псалама, песама и молитава у којима се слави Рођење Исуса Христа, његово Васкрсење, а такође и његови светитељи кроз које се он прославља и који су га прославили својим хришћанским животом или мученичком смрћу.
У Цркви има неколико видова јутрења која се служе у току литургичке године:
- Посведневно, на коме се чита мало славословље.
- Празнично на коме се пева велико славословље.
- Празнично на коме се пева полијелеј и велико славословље.
- Васкрсно-недељно јутрење и пасхално јутрење које се служи на Пасху - Васкрс и целе Светле седмице.

Сва јутрења почињу анђелском песмом која се чула приликом Христовог рођења: "Слава на висини Богу и на земљи мир, међу људима добра воља." (Лк 2,4) Некад се јутрење служи у наставку полуноћнице, некад у саставу свеноћног бденија, а на навечерје празника Христовог рођења, Богојављења и Благовести у саставу великог повечерја. Празнично јутрење има полијелеј, величаније и Јеванђеље које се чита на царским дверима, а на ваcкрсном јутрењу једно од једанаест васкрсних Јеванђеља чита се на часној трпези, која символички представља Христов гроб. С обзиром на то да јутарња васкрсна Јеванђеља имају посебно место у богослужењу, њих чита свештеник, а ђакон чита Јеванђеље на Литургији.